# Heddon-on-the-Wall
Heddon-on-the-Wall est une paroisse civile et un village du Northumberland, en Angleterre.